# Junkers Ju 90
Lo Junkers Ju 90 era un aereo di linea ad ala bassa ed impennaggio bideriva sviluppato dall'azienda aeronautica tedesca Junkers Flugzeug- und Motorenwerke AG nei primi anni trenta.
Realizzato su richiesta della compagnie aerea nazionale Deutsche Luft Hansa (DLH), il progetto nasce dalla conversione civile dello Junkers Ju 89, un bombardiere pesante che rimase allo stadio di prototipo. Durante il secondo conflitto mondiale venne utilizzato anche dalla Luftwaffe come aereo da trasporto. Grazie alla sua capacità di trasportare 40 passeggeri fu uno dei più grandi aerei di linea in servizio a cavallo tra gli anni trenta e quaranta.

## Storia del progetto

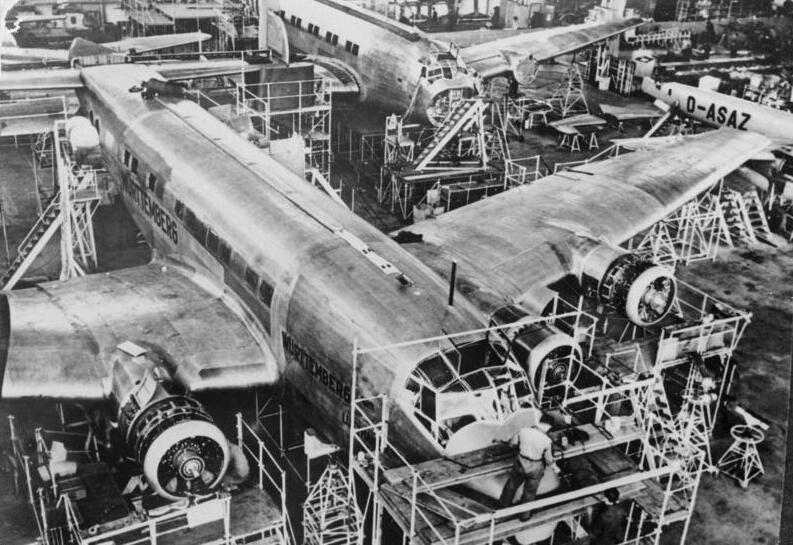
Lo Ju 90 V3 Württemberg (W.Nr. 4915) in fase di costruzione nello stabilimento di Dessau.

Lo Ju 90 non nasce come progetto autonomo: le origini di questo velivolo sono conseguenti all'annullamento del programma dello Junkers Ju 89, un prototipo di un bombardiere pesante strategico, imposto dal Reichsluftfahrtministerium, il ministero che nella Germania hitleriana sovraintendeva all'intera aviazione tedesca, per decisione di Hermann Göring del quale era a capo, in favore dei più leggeri e veloci bombardieri tattici adatti al Blitzkrieg, la guerra lampo.
Al momento dell'interruzione della produzione la Junkers aveva iniziato la costruzione di un terzo prototipo a cui era stata assegnata la denominazione di Ju 89 V3 (W.Nr. 4913) che, dopo l'interessamento del comitato esecutivo tecnico della Deutsche Luft Hansa (DLH) nella figura del Barone Carl August von Gablenz, venne convertito all'uso civile assumendo la denominazione ufficiale di Junkers Ju 90. Del precedente modello conservava l'ala e l'impennaggio di coda mentre la fusoliera era stata riprogettata per risultare più ampia e confortevole per i passeggeri.
Il primo prototipo, denominato Ju 90 V1 (W.Nr. 4913), immatricolato D-AALU e battezzato "Der große Dessauer", venne portato in volo per la prima volta il 28 agosto 1937 ai comandi del capitano Karlheinz B. Kindermann, pilota collaudatore dell'azienda, affiancato dall'ingegner Erich Gast. La propulsione era affidata, come il suo predecessore, a quattro Daimler-Benz DB 600 A da 750 PS ciascuno.
Nel febbraio del 1938 a causa di un'avaria durante dei successivi collaudi, precipitò causando la morte dei due membri dell'equipaggio. Il secondo prototipo, lo Ju 90 V2, venne consegnato nel maggio dello stesso anno ma anche questo, durante un viaggio di collaudo, subì la stessa sorte distruggendosi al suolo. Nonostante questo la DLH si dichiarò soddisfatta e commissionò alla Junkers tre esemplari. Anche l'RLM ne commissionò uno per effettuare delle prove di valutazione mentre la South African Airways (SAA) chiese che i due modelli ordinati fossero rimotorizzato con i radiali Pratt & Whitney R-1830 Twin Wasp di produzione statunitensi in luogo degli originali BMW 132 H-1. Entrambe le versioni di linea assunsero la designazione di Ju 90 A-1
Allo scoppio della seconda guerra mondiale gli Ju 90 vennero temporaneamente assegnati alla Luftwaffe dove vennero utilizzati nelle operazioni volti all'occupazione della Norvegia, quindi riconsegnati alla DLH per poi tornare alla definitivamente alla Luftwaffe. Uno di questi venne utilizzato per trainare il prototipo del grande aliante da trasporto Junkers Ju 322.
Verso la fine del 1939 l'RLM commissionò alla Junkers due prototipi per una versione militare dello Ju 90. Il primo, modificato come aereo da trasporto tattico, venne dotato di una rampa di accesso sotto la fusoliera per facilitare le operazioni di carico e scarico di oggetti di grandi dimensioni. Il secondo, dotato di mitragliatrici installate su torrette e postazioni difensive, venne modificato per ricoprire l'incarico di bombardiere pesante, ruolo per il quale il suo predecessore, lo Junkers Ju 89 era stato ideato e poi respinto. Alla fine del 1941 erano stati realizzati 3 Ju 90 in versione militare ma lo sviluppo di questa versione venne interrotto senza arrivare alla produzione in serie. Erano stati infatti suggeriti dei miglioramenti tali da sviluppare una nuova variante concretizzati nel modello che ricevette la designazione Ju 290 (non Ju 190 in quanto la denominazione numerica era già stata assegnata al Focke-Wulf Fw 190).
In totale, tra tutte le configurazioni civili e militari, furono costruiti solamente 17 esemplari nessuno dei sopravvissuto alle vicende belliche. L'unico catturato dagli alleati nelle fasi finali del secondo conflitto mondiale venne demolito poco dopo.
Un filmato dell'epoca attesta che uno Ju 90 venne testato come aereo da traino per rimorchiare il grande aliante da trasporto Messerschmitt Me 321. Essendo emerso dalla prova che il velivolo era evidentemente sottopotenziato per un simile compito si abbandonò quella soluzione in favore di 3 esemplari di Messerschmitt Me 210.

## Versioni
Ju 90 V1W.Nr. 4913, primo prototipo, equipaggiato con quattro motori V12 Daimler-Benz DB 600A raffreddati a liquido da 1 050 PS (772 kW) ciascuno.
Ju 90 V2W.Nr. 4914, prototipo della versione Ju 90 A, equipaggiato con quattro motori radiali BMW 132 H/1 da 830 PS (610 kW) ciascuno.
Ju 90 V3W.Nr. 4915, prototipo della versione Ju 90 A, equipaggiato con quattro motori radiali BMW 132 H/1
Ju 90 V4W.Nr. 4916, prototipo della versione Ju 90 A, equipaggiato con quattro motori BMW 132 H/1 e rimotorizzato, a partire dalla fine del 1942, con quattro Junkers Jumo 211 F da 1 200 PS (883 kW).
Ju 90 V5prototipo, W.Nr. 4917, dotato di nuova ala ed equipaggiato con i più potenti radiali BMW 132 M da 970 PS (713 kW).
Ju 90 V6prototipo, W.Nr. 4918, dotato di nuova ala ed equipaggiato con i più potenti radiali BMW 139 da 1 500 PS (1 103 kW), nel 1942 convertito nello Ju 390 V1.
Ju 90 V7prototipo, W.Nr. 4919, caratterizzato dalla fusoliera allungata, da un'ala modificata ed equipaggiato con i più potenti radiali BMW 801 A da 1 560 PS (1 147 kW).
Ju 90 V8prototipo, W.Nr. 4920, caratterizzato dalla fusoliera allungata, da un'ala modificata ed equipaggiato con i radiali BMW 801.
Ju 90 V9 e V10non costruiti.
Ju 90 V11 e V13cellule riutilizzate per lo sviluppo del Ju 290.
Ju 90 V12ridesignazione dello Ju 90 A W.Nr. 900001 convertito ad uso militare avviato ad Erprobungsstelle Tarnewitz per una serie di test.
Ju 90 AW.Nr. 900001-010, otto esemplari di serie in versione civile destinati alla Deutsche Luft Hansa (DLH) ed equipaggiati con quattro radiali BMW 132 H/1, più due (W.-Nr. 0002 e 0004) destinati alla South African Airways (SAA) equipaggiati con quattro radiali Pratt & Whitney Twin Wasp SC-G da 1 200 hp (895 kW) ciascuno.

## Utilizzatori

### Civili
Germania
- Deutsche Luft Hansa (DLH)

### Militari
Germania
- Luftwaffe